# Takao Nishiyama
Takao Nishiyama (西山 孝朗 Nishiyama Takao?,  nacido el 7 de enero de 1942) es un exfutbolista japonés que se desempeñaba como defensa.
En 1964, Nishiyama jugó para la selección de fútbol de Japón entre.

## Trayectoria

### Clubes
| Club                        | País  | Año         |
| --------------------------- | ----- | ----------- |
| Toyoda Automatic Loom Works | Japón | 1964 - ???? |

### Selección nacional
| Selección | País  | Año  |
| --------- | ----- | ---- |
| Absoluta  | Japón | 1964 |

## Estadística de equipo nacional
| Selección de Japón | Selección de Japón | Selección de Japón |
| Año                | Part.              | Goles              |
| ------------------ | ------------------ | ------------------ |
| 1964               | 1                  | 0                  |
| Total              | 1                  | 0                  |

## Palmarés

### Títulos nacionales
| Título             | Club                  | País  | Año  |
| ------------------ | --------------------- | ----- | ---- |
| Copa del Emperador | Universidad de Waseda | Japón | 1963 |